# Marie Uchytilová
Marie Uchytilová-Kucova, née le 17 janvier 1924 à Královice et morte le 16 novembre 1989 à Prague, est une sculptrice tchécoslovaque.

## Biographie
Marie Uchytilová est née à Královice en Tchécoslovaquie dans la famille d'un agent des impôts. Entre 1945 et 1950, elle étudie à l'Académie des beaux-arts de Prague auprès d'Otakar Španiel. Puis elle enseigne les beaux-arts pendant dix-huit ans.
Considérée comme une excellente créatrice de médailles, elle est l'auteure de certaines médailles sur le thème des monuments anti-guerre, de médailles et pièces de monnaie commémoratives de personnalités et communautés tchèques.
On lui doit aussi des bustes et sculptures de personnalités de la culture tchèque : à Kladno, la statue de la Mère de Lidice ; à Česká Skalice, un mémorial de l'écrivaine Božena Němcová.
En 2004, une plaque a été dévoilée sur son lieu de naissance rue Dělnická à Královice. L'auteur est son mari Jiří Vaclav Hampl.

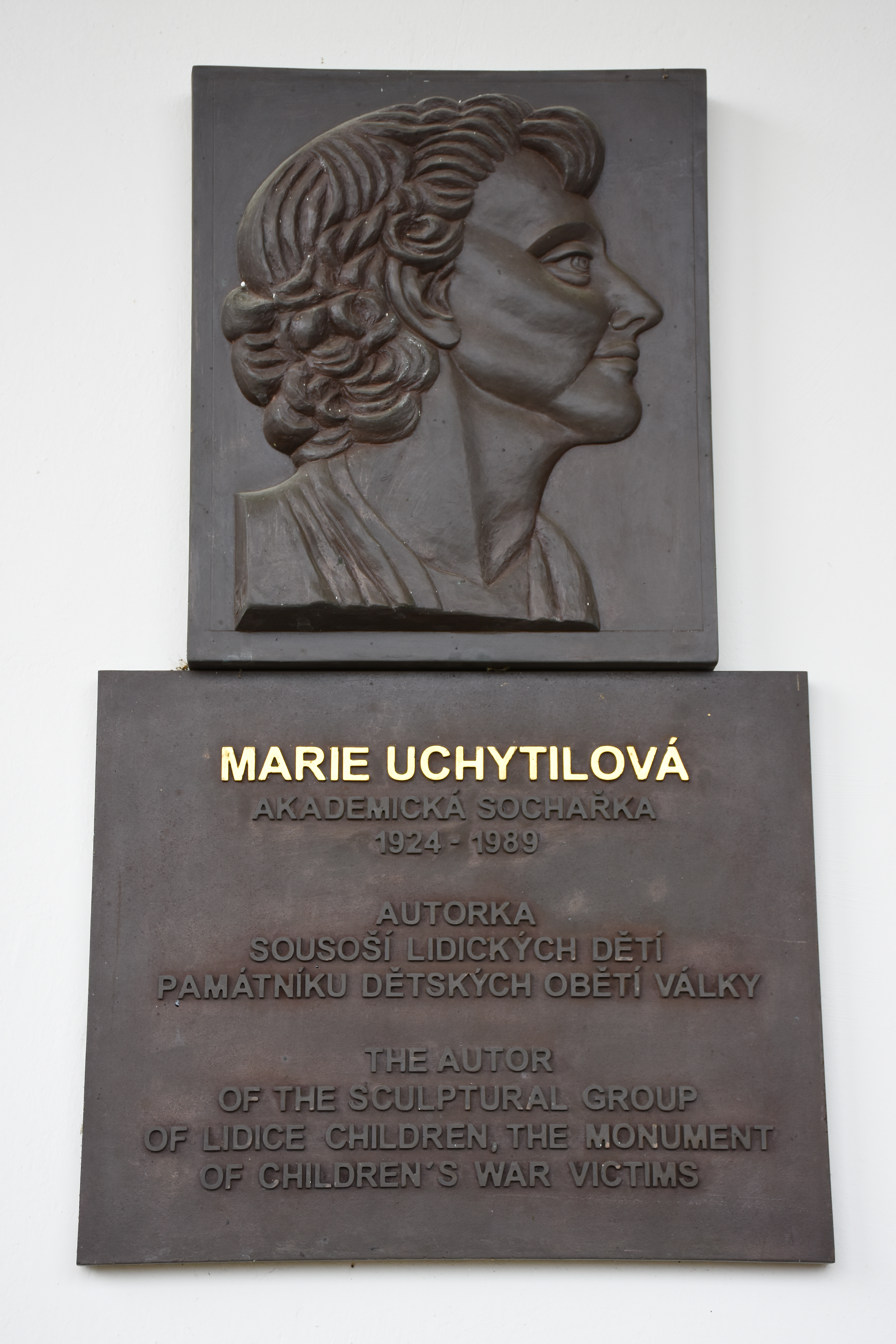
Plaque commémorative à Kladno
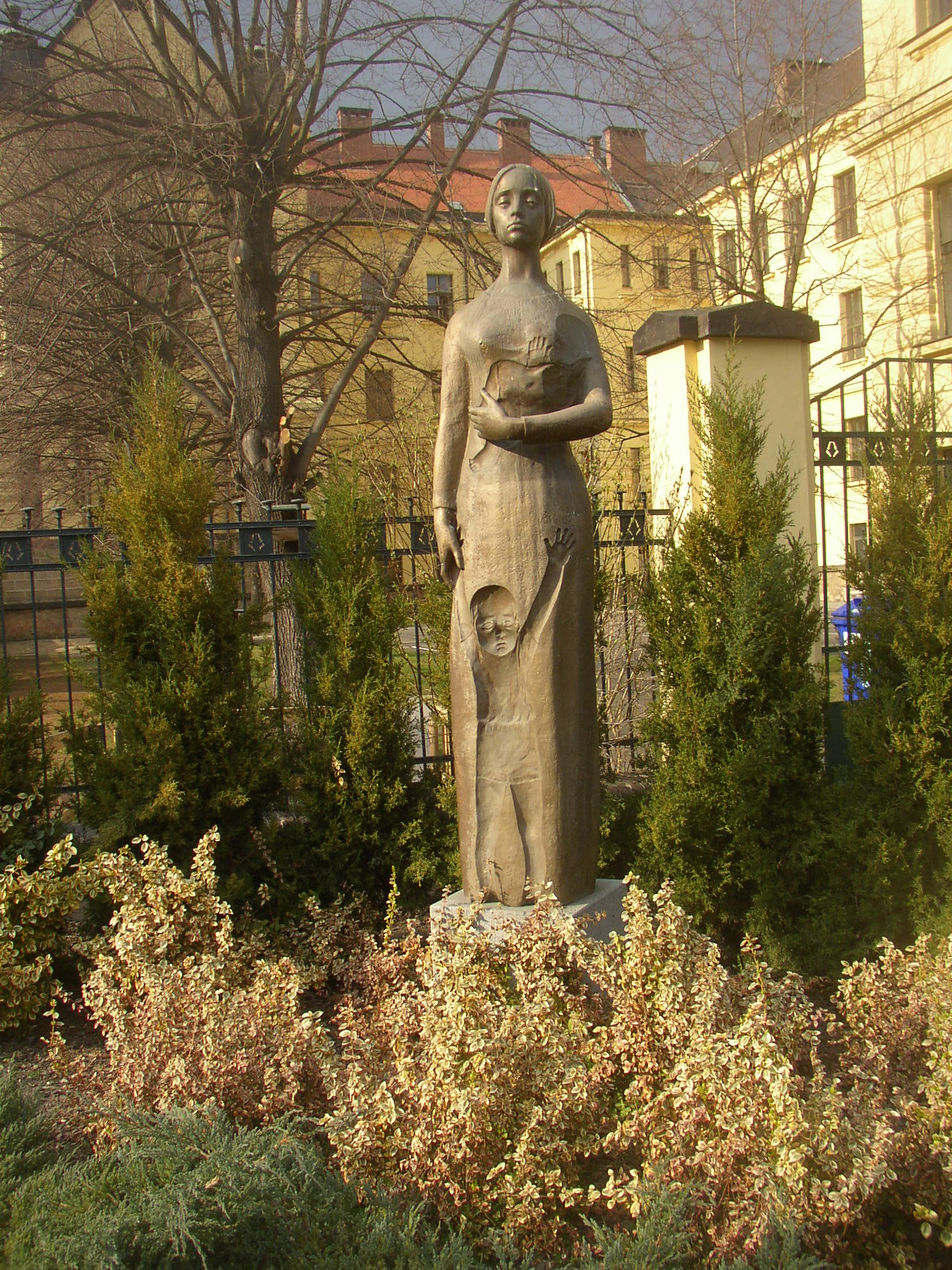
La mère de Lidice
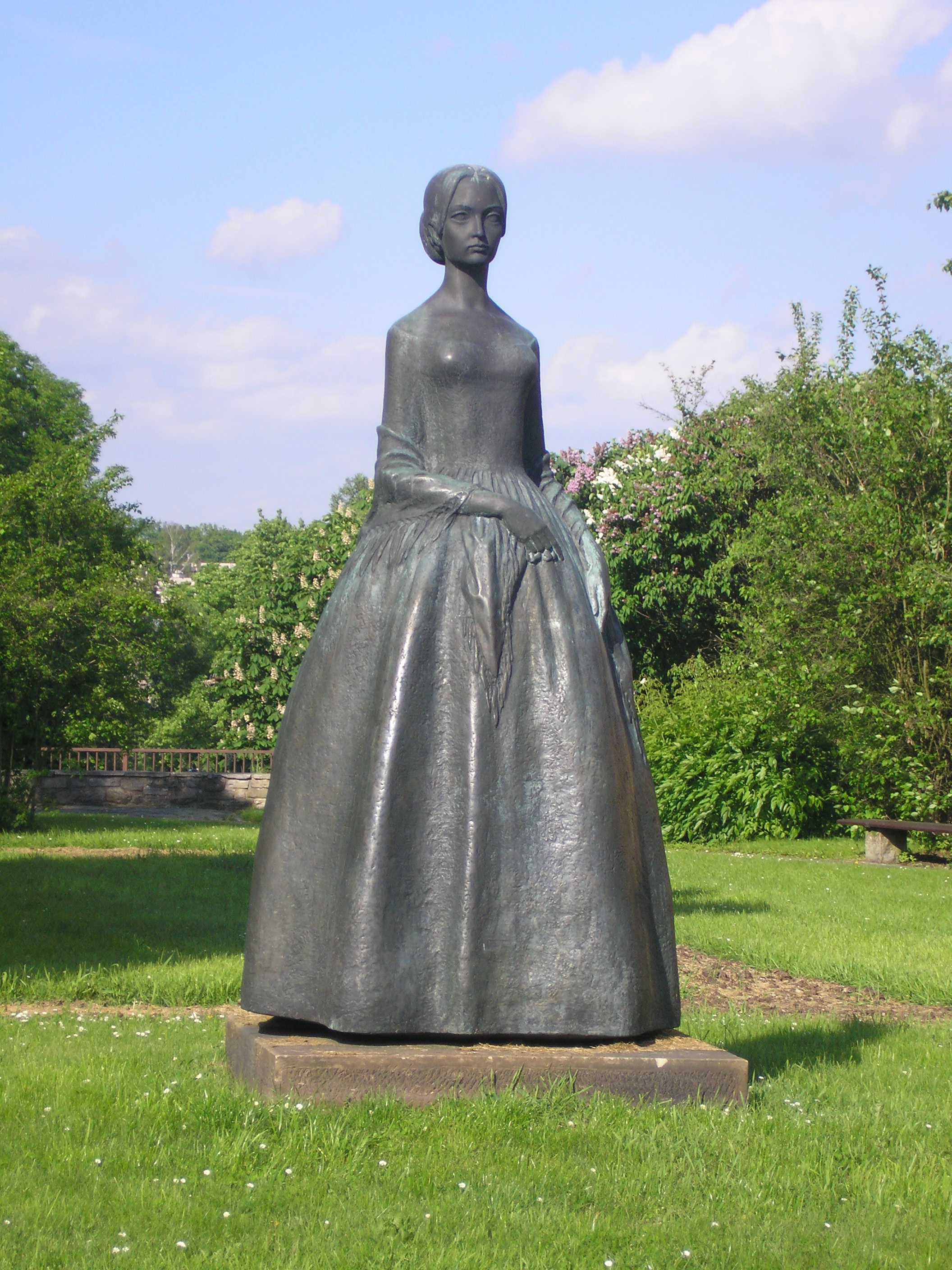
Statue de Božena Němcová

## Œuvres

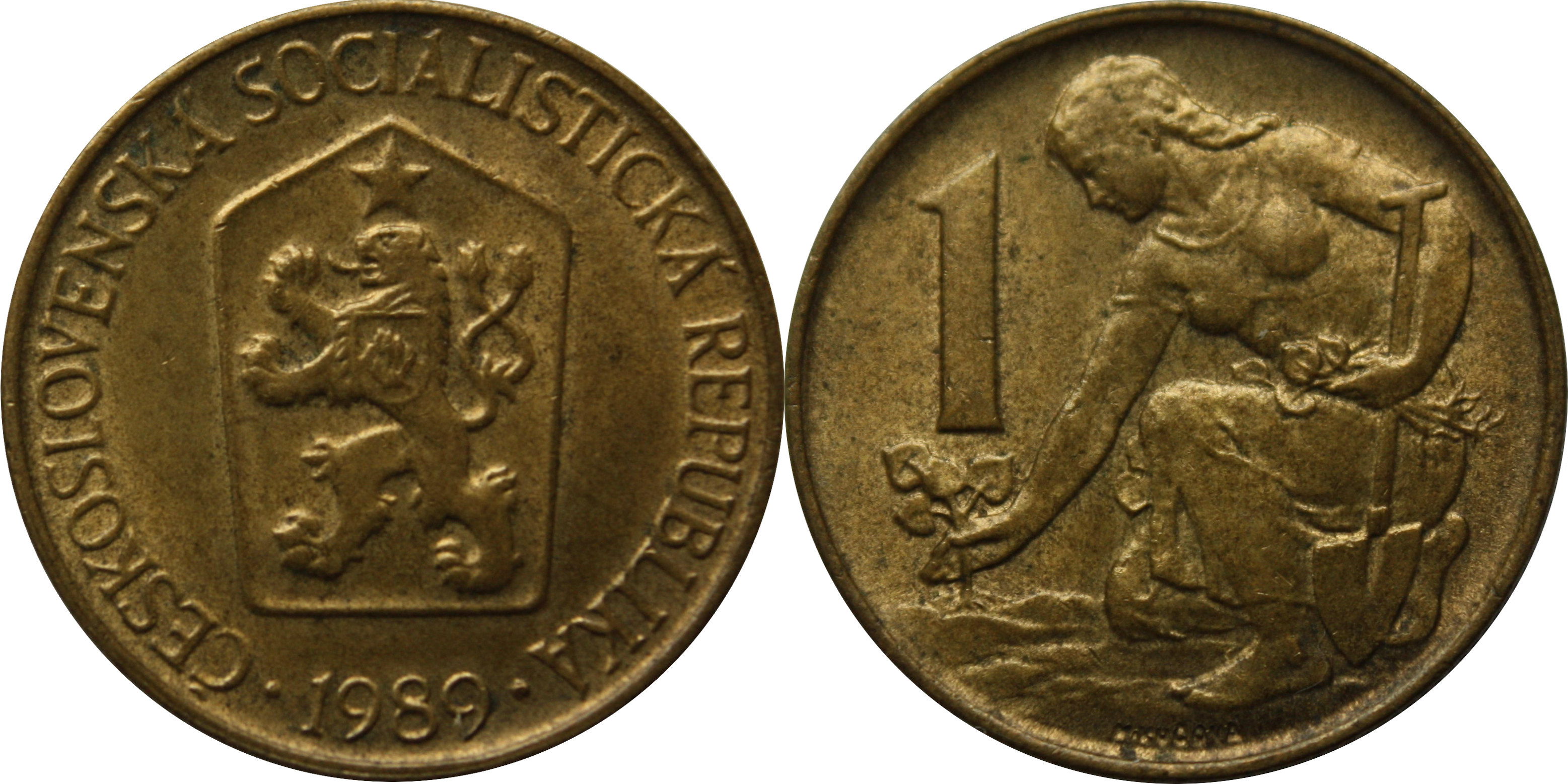
Pièce de monnaie de 1 couronne tchécoslovaque

### Couronne tchécoslovaque
En 1956, Marie Uchytilová remporta le concours de création d'une pièce de monnaie, la couronne tchécoslovaque, représentant secrètement une jeune fille prisonnière politique condamnée à une peine de huit ans d'emprisonnement pour avoir dirigé une troupe scoute. Cette pièce de monnaie fut utilisée pendant près de trente ans.

### Monument aux enfants victimes de la guerre
Marie Uchytilová dessina et réalisa en plâtre le « monument aux enfants victimes de la guerre » de Lidice destiné au Mémorial. Celui-ci ne fut fondu qu'après sa mort survenue en 1989, à la suite d’une crise cardiaque.
Son époux, Jiří V. Hampl, se chargera de le faire couler en bronze. Le monument nécessitera dix années de travaux, et sera terminé en 2000 grâce des dons venant du monde entier collectés par une fondation créée quatre ans auparavant dans ce but.
Le monument est un hommage aux 82 enfants déportés et tués au camp de Chełmno en Pologne.